# جيني ليند
جوانا ماريا ليند (بالسويدية: Jenny Lind) (6 من أكتوبر 1820م-2 من نوفمبر 1887م)، معروفة أكثر باسم جيني ليند هي مغنية أوبرا سويدية، عادةً ما كانت تعرف بـاسم "العندليبة السويدية". وهي واحدة من أكثر المغنيات اللاتي نلن تقديرًا وإعجابًا في القرن التاسع عشر، كما أنها معروفة بأدائها في أدوار الغناء السوبرانو في الأوبرا في السويد وعبر أوروبا، وأيضًا بجولتها الموسيقية في أمريكا التي حققت شعبية لا نظير لها، وبدأت في عام 1850م. وكانت عضوة في الأكاديمية الموسيقية السويدية الملكية منذ عام 1840م.
وأصبحت ليند مشهورة بعد أدائها في أوبرا دير فرايشتز (Der Freischütz) في السويد في 1838م. وخلال بضع سنوات، عانت من ضرر صوتي، ولكن مدرس الغناء مانويل غارسيا أنقذ صوتها. وكانت مطلوبة بشكل كبير لأداء أدوار الأوبرا في كل أنحاء السويد وأوروبا الشمالية خلال الأربعينيات من القرن التاسع عشر، فأصبحت تحت حماية فيليكس مندلسون. وبعد موسمين مشهود لهما في لندن، أعلنت تقاعدها من الأوبرا عن عمر يبلغ 29 عامًا.
وفي عام 1850م، ذهبت ليند إلى أمريكا بدعوة من منظم العروض بي. تي. بارنوم. وأحيت 93 حفلة ضخمة الحجم له، وبعد ذلك واصلت جولتها تحت إدارتها الشخصية. وجنت أكثر من 350000 دولار أمريكي من تلك الحفلات، متبرعةً بما جنته للجمعيات الخيرية، وبشكل أساسي كمنحة للمدارس المجانية في السويد. وبصحبة زوجها أوتو غولدشميت، عادت إلى أوروبا في عام 1852م، حيث أنجبت ثلاثة أطفال وأدت حفلات متفرقة على مدى العقدين التاليين، لتستقر بعد ذلك في إنجلترا عام 1855م. ومنذ عام 1882م، ولبضعة أعوام تلت، كانت أستاذة غناء في الكلية الموسيقية الملكية في لندن.

## كتابات أخرى
- Bulman، Joan (1956). Jenny Lind: a biography. London: Barrie. OCLC:252091695.
- Goldschmidt، Otto (1891). Jenny Lind the artist, 1820-1851. A memoir of Madame Jenny Lind Goldschmidt, her art-life and dramatic career. London: John Murray. OCLC:223031312. {{استشهاد بكتاب}}: الوسيط author-name-list parameters تكرر أكثر من مرة (مساعدة)
- Kielty، Bernadine (1959). Jenny Lind Sang Here. Boston: Houghton Mifflin. OCLC:617750.
- Kyle، Elisabeth (1964). The Swedish Nightingale: Jenny Lind. New York: Holt Rinehart and Winston. OCLC:884670.
- Maude، Jenny M. C. (1926). The life of Jenny Lind, briefly told by her daughter, Mrs. Raymond Maude, O. B. E. London: Cassell. OCLC:403731797.

## وصلات خارجية
- جيني ليند على موقع الموسوعة البريطانية (الإنجليزية)
- جيني ليند على موقع ميوزك برينز (الإنجليزية)
- جيني ليند على موقع قاعدة بيانات برودواي على الإنترنت (الإنجليزية)
- جيني ليند على موقع قاعدة بيانات برودواي على الإنترنت (الإنجليزية)
- جيني ليند على موقع إن إن دي بي (الإنجليزية)
- جيني ليند على موقع أول ميوزيك (الإنجليزية)

- Profile of and links to information about Jenny Lind, the Barnum's American History Museum site
- Currier & Ives print of the First Appearance of Jenny Lind in America
- Profile of Lind نسخة محفوظة 6 مارس 2007 على موقع واي باك مشين. at Scandinavian.wisc.edu
- The Jenny Lind Tower on Cape Cod
- Boyette, Patsy M. "Jenny Lind Sang Under This Tree", Olde Kinston Gazette, Kinstonpress.com (March 1999)